# Верховина (поїзд)
«Верховина» — колишній нічний швидкий поїзд № 074Л/073А з групою фірмових вагонів 2-го класу Львівської залізниці сполученням Львів — Москва. Протяжність маршруту поїзда складає 1478 км.
На поїзд можна було придбати електронний квиток.

## Історія
З 1967 року поїзд вказаний у розкладі під № 92/91 сполученням Львів — Москва.
Незабаром змінений на № 74/73, а номер № 91/92 перейшов до поїзда «Львів».
За перше півріччя 2017 року поїзд приніс великий прибуток.
З 18 по 21 жовтня 2017 року курсував через Коростень без зупинок до Києва.
За перше півріччя 2018 року поїзд приніс великий прибуток.
З 31 березня 2019 року поїзду скорочена періодичність курсування, замість щоденного курсування, встановлено — через день.
З 17 березня 2020 року в зв'язку з постановою Кабінета Міністрів України поїзд не курсує.

## Інформація про курсування
З 18 березня 2020 року поїзд скасований через пандемію коронавірусної хвороби. Зазвичай поїзд курсував цілий рік, через день. На маршруті руху зупиняється на 20 проміжних станціях.
| Розклад руху поїзда «Верховина» № 74/73 на 2020/2021 роки (з 13.12.2020) | Розклад руху поїзда «Верховина» № 74/73 на 2020/2021 роки (з 13.12.2020) | Розклад руху поїзда «Верховина» № 74/73 на 2020/2021 роки (з 13.12.2020) | Розклад руху поїзда «Верховина» № 74/73 на 2020/2021 роки (з 13.12.2020) | Розклад руху поїзда «Верховина» № 74/73 на 2020/2021 роки (з 13.12.2020) |
| Час прибуття                                                             | Час відправлення                                                         | Станція                                                                  | Час прибуття                                                             | Час відправлення                                                         |
| ------------------------------------------------------------------------ | ------------------------------------------------------------------------ | ------------------------------------------------------------------------ | ------------------------------------------------------------------------ | ------------------------------------------------------------------------ |
| —                                                                        | 12:02                                                                    | Львів                                                                    | 17:08                                                                    | —                                                                        |
| 14:26                                                                    | —                                                                        | Москва                                                                   | —                                                                        | 17:41                                                                    |

Актуальний розклад руху вказано у розділі «Розклад руху призначених поїздів» на офіційному вебсайті «Укрзалізниці».

## Склад потяга
Поїзд сформовано у вагонному депо ПКВЧД-8 станції Львів.
Поїзду встановлена схема з 9 фірмових вагонів різних класів комфортності:
- 6 плацкартних;
- 3 купейних[10].

Склад поїзда може відрізнятися від наведеної в залежності від сезону (зима, літо). Актуальну схему на конкретну дату можна подивитися в розділі «On-line резервування та придбання квитків» на офіційному вебсайті ПАТ «Укрзалізниця».
Нумерація вагонів при відправлення зі Львова від локомотива потяга, з Москви — з хвоста поїзда, при відправлені і прибутті зі/на станцію Київ-Пасажирський нумерація вагонів зі східної сторони вокзалу.

## Вагони безпересадкового сполучення
У складі поїзда курсували декілька вагонів безпересадкового сполучення:
- Ковель — Москва (вагони № 19—26, іменна назва «Волинь»);
- Івано-Франківськ — Москва (вагони № 16, 17);
- Чернівці — Москва (вагони № 15, 18);
- Хмельницький — Москва (вагони № 12-16, іменна назва «Поділля»).

Усі скасовані.